# تنگ دف (نیک‌شهر)
تنگ دف (نیک‌شهر)، روستایی از توابع بخش بنت شهرستان نیک‌شهر در استان سیستان و بلوچستان ایران است.

## جمعیت
این روستا در دهستان توتان و مهمدان قرار دارد و براساس سرشماری مرکز آمار ایران در سال ۱۳۸۵، جمعیت آن ۲۷ نفر (۷خانوار) بوده‌است.